# Hikari
Hikari (光市 -shi) é uma cidade japonesa localizada na província de Yamaguchi.
Em 2003, a cidade tinha uma população estimada em 46 496 habitantes e uma densidade populacional de 776,88 h/km². Tem uma área total de 59,85 km².
Recebeu o estatuto de cidade a 1 de Abril de 1943.